# Digia
Digia — финский системный интегратор и разработчик программного обеспечения. Акции Digia котируются на фондовой бирже Хельсинки NASDAQ OMX Helsinki (DIG1V).
Офисы компании расположены в Финляндии, Швеции, Норвегии, Германии, США, Китае и России. Компания основана в 1990 году. Первый российский офис Digia открыт в Санкт-Петербурге в 2008, второй — в Москве в 2011.

## Услуги
Внедрение бизнес-приложений
Digia специализируется на внедрении систем ERP (Microsoft Dynamics AX), Business Intelligence (QlikView, Microsoft Business Intelligence), Data Mining, корпоративных порталов, видеоаналитических решений, продаже и сопровождении  кросс-платформенного инструментария для разработки программного обеспечения и пользовательских интерфейсов Qt. Имеет собственную продуктовую линейку для бизнес-анализа и поддержки принятия решений.
IT-консалтинг
Разработка мобильных приложений